# Une nuit dans votre ville
 (août 2018).

Une nuit dans notre ville est la tournée de l'album Un jour dans notre vie d'Indochine. Elle a commencé le 29 avril 1994 à Virton et s'est finie le 4 septembre à Wattrelos. Le 14 mai, Indochine joue à l'Olympia. 
Un concert est enregistré pour l'album Radio Indochine à Spa. Cependant, des chansons jouées ce soir là ne figure pas sur l'enregistrement comme Sur les toits du monde par exemple.
Cette tournée est importante car il s'agit de la dernière du compositeur et guitariste historique du groupe : Dominique Nicolas, de la première du pianiste Jean-Pierre Pilot, et, dans un contexte difficile notamment dû aux mauvaises ventes de l'album Un jour dans notre vie, elle permettra au groupe de revenir dans des petites salles et de voir l'arrivée d'une nouvelle génération. 

## Setlist[1].
1. Ouverture
2. Savoure le rouge
3. Sur les toits du monde
4. Trois nuits par semaine
5. La main sur vous
6. Some Days
7. Canary Bay
8. Ultra S.
9. Un jour dans notre vie
10. Tes yeux noirs
11. 3ème sexe
12. More
13. La Machine à rattraper le temps
14. Vietnam Glam
15. Des fleurs pour Salinger
16. Kao Bang
17. Crystal Song Telgram
18. Les Tzars
19. Bienvenue chez les nus
20. L'Aventurier

## Dates et lieux
- 29/04/94 : Virton
- 30/04/94 : Delémont
- 04/05/94 : Toulouse
- 05/05/94 : Lyon
- 06/05/94 : Strasbourg
- 10/05/94 : Rouen
- 11/05/94 : Avion
- 14/05/94 : Paris
- 21/05/94 : Sandillon
- 28/05/94 : Verneuil
- 29/05/94 : Tremblay
- 04/06/94 : Pellegrue
- 21/06/94 : Grenoble
- 10/07/94 : Vieux-Condé
- 30/07/94 : Spa
- 13/08/94 : Montréal
- 04/09/94 : Wattrelos

## Groupe
Chant-Guitare : Nicola Sirkis
Guitare : Stéphane Sirkis
Guitare : Dominique Nicolas
Batterie : Jean-My Truong
Basse : Marc Eliard
Clavier : Jean-Pierre Pilot